# Hirtodrosophila confusa
Hirtodrosophila confusa är en tvåvingeart som först beskrevs av Rasmus Carl Staeger 1844.  Hirtodrosophila confusa ingår i släktet Hirtodrosophila och familjen daggflugor. Arten är reproducerande i Sverige. Inga underarter finns listade i Catalogue of Life.